# Malawania
Malawania ist eine Gattung der Ichthyosaurier. Ihre einzige Art, Malawania anachronus, lebte während der frühen Kreidezeit in der nördlichen Tethys. Sie zeichnete sich neben einigen für Thunnosaurier typischen Merkmalen auch durch verschiedene archaische Eigenschaften aus, wie sie für Ichthyosaurier der Trias typisch waren. Fossile Überreste eines Tieres wurden in den 1950ern in der Nähe des nordirakischen Chia Gara gefunden und anschließend von Robert Appleby untersucht. Ihre chronostratigraphische Herkunft war über Jahrzehnte umstritten. Die Uneinigkeit darüber, ob das Fossil aus der Trias, dem Jura oder der Kreide stammte, führte dazu, dass es zunächst nicht erstbeschrieben werden konnte. Robert Appleby verstarb schließlich, bevor er die Altersfrage klären konnte.
Seine Arbeit wurde wenige Jahre später von Jeff Liston aufgegriffen, dem es gelang, das Fossil anhand eines Dinoflagellaten zeitlich auf das späte Hauterivium bis Barremium zu bestimmen. Es wurde schließlich 2013 von einer Forschergruppe um Valentin Fischer erstbeschrieben. Eine phylogenetische Analyse der Autoren wies die Gattung als nächsten Verwandten des jurassischen Ichthyosaurus aus. Damit konnte erstmals gezeigt werden, dass beide Hauptlinien der Thunnosaurier das Massenaussterben am Ende des Juras überlebten und bis in die Kreide fortdauerten.

## Merkmale
Zu den Autapomorphien von Malawania gehören ein rückwärtiger Fortsatz am Capitulum humeri sowie ein insgesamt sehr kurzer, trapezförmiger Oberarmknochen. Der Radius von Malawania anachronus ist darüber hinaus etwa so groß wie das Intermedium und die Hals- sowie vorderen Rückenwirbel besitzen trapezförmige Fortsätze. Die im Querschnitt achtförmigen Rippen der Art weisen sie als Thunnosaurier aus. Sie besaß an jeder Vorderflosse vier Finger; die breiten Flossen ähnelten im Aufbau stark denen von Ichthyosaurus. Das Skelett von Malawania zeigt neben einigen für Thunnosaurier typischen Merkmalen auch einige Eigenschaften, die sich so nur bei ursprünglicheren Vertretern finden. Dazu zählen die kompakte Architektur der Vorderflossen und die Morphologie der Par- und Diapophysen, die mit den Vorderrändern der Wirbelkörper verschmelzen.

## Fossilmaterial, Verbreitung und Stratigraphie
Das einzige Exemplar der Gattung, ein großer Gesteinsblock mit Resten eines vorderen Skeletts (Inventarnummer NHMUK PV R6682), wurde 1952 in einem nordirakischen Wadi bei Chia Gara (nahe Amediye) gefunden. Dort diente es möglicherweise als Trittstein auf einem Maultierpfad. 1959 gelangte es ins British Museum (Natural History), wo es ab 1974 von Robert Appleby untersucht wurde. Ihn interessierte vor allem der Widerspruch zwischen der teils deutlich triassischen Skelettmorphologie und der angenommenen jurassischen Herkunft des Exemplars. Applebys größte Schwierigkeit war es, den Gesteinsblock einer geologischen Schicht zuzuordnen. Da der Block nach seiner Freilegung wohl eine gewisse Strecke zurückgelegt hatte, konnte man nicht mehr feststellen, aus welchem Gesteinsaufschluss er stammte und ihm damit auch kein Alter zuweisen. Appleby war dabei vor große Schwierigkeiten gestellt, da er von London aus die Meinungen der Feldforscher einholen musste, die im Irak tätig gewesen waren, und anschließend mit dem Gestein der Blockmatrix abgleichen musste. Die entsprechenden Geologen vertraten dabei mehrheitlich die Ansicht, dass der Block aus der Sargelu-Formation stammen müsse, höchstwahrscheinlich aus der aalenischen Rhynchonella-Zone dieser Formation. Applebys Vermutung, das Fossil könne aus einer triassischen Gesteinsschicht kommen, wiesen die Feldforscher entschieden zurück: Die örtlichen Formationen aus dieser Zeit seien frei von Fossilien. Appleby ätzte einige fossile Pollen aus dem Gestein, fotografierte sie und sandte die Bilder an Norman Hughes, der sie in Cambridge palynologisch untersuchen sollte. Hughes kam unerwartet zu der Meinung, es müsse sich um frühkreidezeitliches Gestein handeln. Eine Herkunft aus kreidezeitlichen Formationen war aber zuvor von den Feldforschern ebenfalls verneint worden. Entsprechende Aufschlüsse seien viel zu weit entfernt vom Fundort und die örtliche Bevölkerung nicht in der Lage, derart große Gesteinsbrocken so weit zu transportieren. Diese Diskrepanz führte bei Hughes zu Zweifeln: Stammten die fotografierten Proben wirklich aus dem Fossilblock? Oder basierte der enorme zeitliche Unterschied zwischen seiner Expertise und der der Feldforscher vielmehr auf einer Verwechslung der Probe? Um sich Gewissheit zu verschaffen, entnahm Hughes in London noch einmal eine Probe, um sie dort zu untersuchen. In ihr konnte er jedoch keine Pollen, sondern nur noch Reste von Holz und Cuticula finden. Schließlich schickte er die Probe an Harold Dunnington, der sie mit Material aus der Sargelu-Formation abglich und zu dem Schluss kam, dass sie aus der dortigen Rhynchonella-Zone stammte. Die Datierung der Matrix führte also zu keiner eindeutigen zeitlichen Zuordnung und Appleby kam zu dem Schluss, dass ihm bei der Untersuchung der ersten Probe schlicht eine Verwechslung unterlaufen war, und versuchte fortan nicht mehr, die Altersfrage palynologisch zu lösen. Aber auch die Morphologie des Skelettes stellte ihn vor Probleme: In einigen Details ähnelte das Fossil triassischen, in anderen jurassischen Ichthyosauriern. Auch hier ließ sich also keine eindeutige zeitliche Zuordnung treffen. Letztendlich tendierte Appleby dazu, das Fossil als jurassischen Ichthyosaurier zu behandeln und der Sargelu-Formation zuzuweisen, aber auch hier war sich die Gemeinschaft der Feldforscher nicht über die genaue zeitliche Verortung – oberer oder unterer Jura – einig. An der Kontroverse scheiterte schließlich ein Manuskript, das Appleby 1979 bei der Zeitschrift Paleontology einreichte und von einem Redakteur mit Verweis auf die unsichere Datierung zurückgewiesen wurde. Appleby versuchte den Fall in den darauffolgenden Jahrzehnten zu überarbeiten und erhielt in den späten 1980er Jahren schließlich eine Publikationszusage – vorausgesetzt, er könne das Alter des Blocks widerspruchsfrei bestimmen. Appleby schob die Bestimmung zunächst zugunsten einer Monografie über die Ichthyosaurier hinaus, starb aber kurz vor deren Vollendung 2004 an einer Lungenentzündung.
Applebys Manuskripte zu Ichthyosauriern wurden nach seinem Tod von Jeff Liston gesichtet und auf ihre Verwertbarkeit geprüft. Dabei geriet auch der irakische Fossilblock in Listons Fokus. Er studierte den Briefwechsel Applebys mit verschiedenen Forschern, versuchte die Forschungsgeschichte zu rekonstruieren und entnahm 2008 neue Proben, die von Stephen Brindley und Riding auf Mikrofossilien untersucht wurden. Wie auch in der von Hughes untersuchten Probe fand sich überwiegend zersetztes organisches Material, daneben aber auch Pollen, Sporen und Dinoflagellatenzysten. Letztere ermöglichten diesmal eine eindeutige Datierung des Blocks: Sie konnten der Art Muderongia staurota zugeordnet werden, die ein Leitfossil für das späte Hauterivium und das Barremium (130,7–126,3 mya) ist. Mit diesem Ergebnis konnte die Altersfrage überzeugend geklärt und die taxonomische Zuordnung des Fossils in Angriff genommen werden. Als mögliche Ursprungsschichten für das Exemplar gelten nach dieser Datierung die untere Sarmord-Formation oder die untere Balambo-Formation, die nahe Chia Gara aufgeschlossen sind und aus der frühen Kreidezeit stammen.

## Systematik
Nachdem das Fossil eindeutig datiert war, wandte sich Liston an Valentin Fischer und Darren Naish, die sich um seine Beschreibung kümmern sollten. Fischer hatte zuvor bereits eine Reihe weiterer Ichthyosaurier aus der Kreidezeit beschrieben, die das Bild eines Massenaussterbens in der Gruppe zum Ende des Juras relativierten. Sowohl er als auch Naish hatten bereits mit Liston zusammengearbeitet, als es um die Erstbeschreibung des Ichthyosauriers Acamptonectes ging. In Listons Augen sprach vor allem Fischers bisherige Forschungsarbeit und dessen Blick für den in vielen Details archaischen Körperbau des Fossils dafür, dass er Applebys Werk weiterführte. Anders als Appleby habe sich Fischer aber nicht mehr auf die uneindeutigen Expertisen geologischer Feldforscher verlassen müssen und sei in seiner Arbeit auch nicht von der Vorstellung eines Ichthyosaurier-Massenaussterbens blockiert gewesen, worauf Liston den Erfolg des Unternehmens zurückführte.
2013 erschien die Erstbeschreibung durch Fischer, Naish, Liston, Riding, Brindley und Pascal Godefroit. Der verstorbene Robert Appleby wurde in Anerkennung seiner Vorarbeit als Co-Autor geführt. Die Autoren stellten auf Basis des Fossils Malawania als neue Gattung mit der Art Malawania anachronus auf. Der Gattungsname leitet sich vom Kurdischen „Malawan“ (Schwimmer) ab. Das Artepitheton bezieht sich auf die typisch jurassischen Merkmale der Art, die lange Zeit als untypisch für kreidezeitliche Ichthyosaurier galten. Appleby hatte für die Art ursprünglich den Namen „Iraqisaurus kurdistanensis“ vorgesehen.
Auf Basis der Skelettmorphologie ordneten die Autoren Malawania in einer phylogenetischen Analyse als Schwestergattung von Ichthyosaurus ein. Damit liegt die Gattung außerhalb der Ophthalmosauridae, zu der alle bis dato gefundenen kreidezeitlichen Ichthyosaurier gehören. Damit konnten Fischer und Kollegen die Vorstellung in Frage stellen, nach der nur einige wenige Linien der Thunnosaurier das Massenaussterben am Ende des Juras überlebt hätten. Sie verzichteten darauf, die Ichthyosaurus-Malawania-Klade als „Ichthyosauridae“ zu benennen. Allerdings verliehen sie der Schwesterklade beider Gattungen den Namen Baracromia, unter dem die Linien der Ichthyosaurier zusammengefasst werden, die einer frühjurassischen Radiation der Gruppe entstammen.